# Astragalus echinatus
Astragalus echinatus är en ärtväxtart som beskrevs av Johan Andreas Murray. Astragalus echinatus ingår i släktet vedlar, och familjen ärtväxter. Inga underarter finns listade i Catalogue of Life.
Färgen är purpurliknande (röd-lila).